# Tendinitis del manguito de los rotadores
La tendinitis del manguito de los rotadores es una lesión del hombro que se debe a la inflamación o desgarro de algunos de los tendones de los músculos que forman este conjunto. El manguito de los rotadores está formado por los músculos supraespinoso, infraespinoso, redondo menor y subescapular.

## Etiología
Se asocia generalmente a movimientos repetitivos y posturas forzadas del hombro. La afección puede ser aguda o crónica, esta última puede deberse a la sobrecarga del hombro y la degeneración del manguito que ocurre de forma natural en personas de edad media o avanzada.

## Síntomas
El síntoma principal es la existencia de dolor en la región del hombro que tiende a localizarse en la región superior o lateral externa y aumenta con determinados movimientos, entre ellos la elevación del brazo. El dolor puede ser de inicio brusco o lentamente progresivo, con tendencia a presentar periodos de exacerbación y alivio.

## Clasificación
Dentro de la tendinitis del manguito de los rotadores se encuadran varias lesiones diferentes, la más frecuentes son la tendinitis del supraespinoso, menos habituales son la bursitis secundaria, la tendinitis calcificante y la rotura parcial o completa del manguito.